# Kleiner Madebrökensee
Der Kleine Madebrökensee (oder Kleiner Madebröken)  ist ein See in der Stadt  Plön in Schleswig-Holstein – östlich der B 76.
Er liegt in der Holsteinischen Schweiz und ist umgeben von einer hügeligen Moränenlandschaft.
Der Kleine Madebrökensee hat eine ovale Grundform mit einer Länge von ca. 300 m und (in Nord-Süd-Richtung) einer Breite von ca. 160 m. Er hat eine Größe von etwa 3,5 ha, eine maximale Tiefe von ca. 2 Metern und entwässert im Norden über den Großen Madebrökensee in den nördlich gelegenen Höftsee / Behler See.